# GIGN Anti-Terror Force
GIGN Anti-Terror Force est un jeu de tir à la première personne développé par Atomic Planet Entertainment.

## Présentation
Ce jeu est connu comme étant l'un des seuls jeux vidéo dont le niveau tutoriel se révèle être quasiment impossible à terminer en raison de bugs.
De plus, sur les rares versions où les bugs du tutoriel peuvent être surpassés, les niveaux suivants sont également presque impossibles à achever en raison de la difficulté élevée et de la jouabilité mal conçue, couplée à de nombreux bugs.
Le titre du jeu est différent par rapport à la localisation du jeu. Le titre du jeu au Royaume-Uni est : SAS Anti-Terror Force. Le titre en Allemagne est : GSG9 Anti-Terror Force puis Operation Sandstorm. Enfin le titre russe du jeu est : SAS. Спецназ против терроризма (SAS Forces spéciales contre le terrorisme)
Le jeu a été nommé « Pire jeu de l'année 2005 » par le site allemand 4Players.

## Missions
- Tutoriel[5]
- Mission 1

La première mission du jeu se déroule à Londres dans les bureaux du Premier ministre du Royaume-Uni au 10 Downing Street. Une prise d'otage des administrateurs s'y déroule. Le joueur contrôle un membre du SAS, qui est accompagné de son équipe.
- Mission 2

Cette mission consiste à infiltrer le palais de l'Élysée pour secourir le président Jacques Chirac, victime d'une prise d'otage.
- Mission 3

La troisième mission se déroule sur le Royal Yacht. Le yacht a été détourné par des terroristes qui y ont placé des explosifs. Le GIGN y est envoyé pour désamorcer les bombes.
- Mission 4

Le Kanzleramt (chancellerie) a été attaqué par une milice armée et détienne plusieurs otages politiques. Le GSG-9 est envoyé pour tenter de les libérer.
- Mission 5

La dernière mission du jeu se déroule dans un réacteur nucléaire à Moscou. Un groupe terroriste inconnu est parvenue à s'infiltrer à l'intérieur, détient l'arme atomique et est prêt à s'en servir sur le monde.